# Ariamnes campestratus
Ariamnes campestratus là một loài nhện trong họ Theridiidae.
Loài này thuộc chi Ariamnes. Ariamnes campestratus được Eugène Simon miêu tả năm 1903.